# لیا بریج
لیا بریج (انگلیسی: Leah Burridge؛ زادهٔ ۳ ژانویهٔ ۱۹۹۷) بازیکن فوتبال اهل انگلستان است که در پست هافبک برای آکسفورد یونایتد در لیگ ملی زنان جنوب انگلستان بازی می‌کند.